# 배신영
배신영(裵信泳, 1992년 6월 11일~)은 대한민국의 축구 선수이며 포지션은 미드필더이다. 이후 타이리그, 수판부리 FC로 이적한 뒤로, 현재는 인도네시아 리가1의 페르시타 탕그랑 FC에서 활약하고 있다.

## 구단 경력
단국대학교를 거쳐 2015년 K리그 챌린지 수원 FC에 입단하였다. 2015년 3월 21일 FC 안양과의 리그 개막전에서 프로 데뷔전을 치렀다.
2018년 4월 30일 상주 상무 축구단에 최종 합격하여 K리그1 2018시즌 여름부터 군복무를 하게 되었다.
2020-21시즌 겨울 이적시장을 통해 타이 리그 1의 수판부리 FC로 이적했다.